# سریندی شتی
سریندی شتی (به انگلیسی: Srinidhi Shetty) (زاده ۲۱ اکتبر ۱۹۹۲) مدل و بازیگر هندی است.
از فیلم‌هایی که وی در آن نقش داشته‌است می‌توان به کی.جی. اف اشاره کرد.